# 赌圣
《賭聖》是1990年上映的一部香港賭博喜劇電影，由元奎和劉鎮偉合導，元奎任動作設計，周星馳、吳孟達及張敏領銜主演，是周星馳在電視劇《蓋世豪俠》成名之後第一部電影代表作，亦是香港影史上首部票房突破四千萬的電影，從此奠定周星馳成為喜劇巨星、票房靈丹。周星馳、吳孟達分別獲提名第10屆香港電影金像獎最佳男主角與最佳男配角。

## 背景
本來此片只是一部低成本且惡搞《賭神》的電影，沒想到只上映28天，票房高達41,326,156港元，大破香港影史紀錄，從此「星爺」之號不脛而走。本片的唯一投資人吳思遠在看過本片樣片之後，對周星馳很認真地說了一句話：「《賭聖》上映之後，你就不再是當紅小生，而是香港最紅的人。」當時本片的發行公司嘉禾影業原本是找梁朝偉來演男主角，但是導演劉鎮偉看過劇本後發現梁朝偉不適合演這部電影，而梁亦拒絕演出。劉鎮偉用了幾天時間選擇演員，當他看到周星馳資料時，覺得他無論是外形還是演技都很適合演《賭聖》。但是嘉禾公司卻不看好周星馳，認為他是一個沒有名氣的演員，所以高層不同意周星馳來演。劉鎮偉為說服高層，說電影出問題他負責，嘉禾才答應讓周星馳做主演。結果《賭聖》上映後非常火爆，不但取得香港票房冠軍，還打破了票房紀錄。

## 軼事
《賭聖》首日在九龍塘施貝拉餐廳開拍，拍攝周星馳餵吳君如腋窩粒癦（綺夢）吃龍蝦和牛排的戲分。吃芥末醬時，周星馳為增強效果，故意大啖食，結果一停機，他大喊一聲「好辣」便直奔廁所，劉鎮偉追前驚覺，原來他喊辣時，嘴巴擘得太誇張，忘形下不慎甩了牙骹，需送院治理。
原本台灣賭王陳松是找陳松勇演出，但開拍前陳松勇因為母親過世而辭演，所以才由導演兼編劇的劉鎮偉緊急親自頂替演出。

## 劇情
左颂星（周星馳 飾）乃身懷特異功能的大陸仔，申請來港與三叔（吳孟達 飾）團聚。三叔後來發現他的特異功能可以透視也可以搓馬票，他藉此絕活幫朋友籌措醫藥費。財迷心竅的三叔認為這些能力如用在賭博上不失為一條發財之路。三叔教導星要以賭神為偶像，將賭發揚光大成為新一代的賭聖。
兩叔侄開始走江湖，引起台灣賭王陳松（劉鎮偉 飾）與香港賭王洪光（秦沛 飾）的注意，雙方欲爭奪星為其手下代表出席世界賭王大賽。阿星因故邂逅陳松埋伏在洪光之處的臥底綺夢（張敏 飾），並對她一見鍾情。因為陳松積極邀約，再加上阿星對綺夢魂縈夢牽，阿星與三叔遂代表陳松參加世界賭王大賽。
洪光得知星與叔投靠陳松，心知不妙於是綁架綺夢。此舉令阿星魂不守舍，為了不影響阿星接下來在大賽中的表現，三叔想了一妙計找來大笑姑婆（吳君如 飾）假扮綺夢，結果誤打誤撞地獲得了阿星的注意，於是得以苟延殘喘地在世界賭王大賽挺進最後晉身決賽。但這技倆無法矇混太久，最後阿星不得不接受綺夢失蹤的事實，悵然若失地參加決賽。
由於先前替人籌措醫藥費，阿星搓牌的能力尚未恢復過來，面對強大非贏不可的壓力，一無所有的阿星一度想要逃避，只能瞎碰運氣。在比賽完結前的倒數時刻，阿星又看見了他朝思暮想的綺夢，他的搓牌能力復原，並將對手的牌搓成另一張。阿星贏得世界賭王的名號，也贏得了美人心。

## 演員
| 演员   | 角色          | 介紹                                                                     |
| 周星馳 | 左頌星        | 賭 聖／廣東拳王／星 爺（于本片首次出現的稱呼）                           |
| 吳孟達 | 三 叔         | 黑仔達（黑面菜），患有「先天性失控症」。當阿星一叫他「三叔」時，就會發癲 |
| 張 敏  | 綺 夢         | 左頌星之傾慕對象（粵語配音：曾月娥）                                     |
| 劉鎮偉 | 陳 松         | 台灣賭王                                                                 |
| 秦 沛  | 洪 光         | 香港賭王／洪爺（粵語配音：羅君左）                                       |
| 尹揚明 | Billy         | 洪光手下，但為人正派                                                     |
| 元 奎  | 賣魚盛/鴨肉餅 | （粵語配音：馮永和）                                                     |
| 吳君如 | 阿 萍         | 撈女萍（粵語配音：曾慶珏）                                               |
| 盧苑茵 | 花 姑／六 姑  | （粵語配音：黃玉娟）                                                     |
| 陳淑蘭 | 阿 英         | 客串（粵語配音：黃鳳英）                                                 |
| 植敬雯 |               | 洪光女助手, 實為陳松手下, 後被洪光識破殺害                                 |
| 錢似鶯 |               | 三叔住所大廈街坊, 在電梯內打剛來港尋親的左頌星                           |

## 電影歌曲
《醉人的一晚》
作曲：蔡國權
作詞：柳啟强
主唱：李克勤
提供：寶麗金唱片. 插曲.
製作機構

## 獎項
| 年份 | 頒獎典禮             | 獎項       | 名字   | 結果 |
| ---- | -------------------- | ---------- | ------ | ---- |
| 1991 | 第10届香港電影金像獎 | 最佳男主角 | 周星馳 | 提名 |
| 1991 | 第10届香港電影金像獎 | 最佳男配角 | 吳孟達 | 提名 |

## 外部連結
- 香港影庫上《赌圣》的資料（繁體中文）
- 開眼電影網上《赌圣》的資料（繁體中文）
- 豆瓣电影上《赌圣》的資料 （简体中文）
- 时光网上《赌圣》的資料（简体中文）
- AllMovie上《赌圣》的资料（英文）
- 爛番茄上《赌圣》的資料（英文）
- 互联网电影数据库（IMDb）上《赌圣》的资料（英文）

## 電視節目的變遷
| 香港無綫電視翡翠台 星期日影院 星期日13:15-15:20，星期一凌晨重播 | 香港無綫電視翡翠台 星期日影院 星期日13:15-15:20，星期一凌晨重播                 | 香港無綫電視翡翠台 星期日影院 星期日13:15-15:20，星期一凌晨重播 |
| --------------------------------------------------------------- | ------------------------------------------------------------------------------- | --------------------------------------------------------------- |
|                                                                 | 賭聖 （2020年1月19日）                                                          |                                                                 |
| 撒嬌女人最好命 （2020年1月12日）                                | 2020年中央廣播電視總台春節聯歡晚會 （2020年1月26日）行運一條龍 （2020年2月2日） |                                                                 |